# Nederlands Hervormde kerk (Blaricum)
De Nederlands Hervormde kerk van Blaricum is een rijksmonument aan de Torenlaan 16 in Blaricum.
Op de plek van de huidige kerk stond rond 1400 een houten kapelletje, gewijd aan Sint Joseph. De kerk zou een eeuw later in steen worden opgetrokken. Na de Reformatie werd het een protestantse kerk. Blaricum werd in 1696 getroffen door een grote brand waarbij de school en 34 huizen werden verwoest. De kerk werd zwaar getroffen maar de preekstoel bleef gespaard. Bij de restauratie werd het koor afgebroken en kreeg de preekstoel een plaats aan de westelijke kant tegen de toren. Na een renovatie van 1869 werd in 1934 door de Blaricumse architect Theo Rueter de muur tussen klokkentoren en kerkruimte weggehaald en verhuisde de preekstoel naar de oostzijde. Aan de achterzijde van de kerk kwam een consistorie op de plek van het koor. Het orgel werd gebouwd door D.A. Flentrop uit Zaandam.
De torenklok werd in de Tweede Wereldoorlog door de Duitse bezetter gevorderd en op 31 maart 1943 uit de toren gehaald door aan de zijkant van de toren een gat te maken. Na de oorlog is de klok niet meer teruggevonden en in 1949 gaf het gemeentebestuur opdracht tot het gieten van een nieuwe klok.
In het voorportaal staat de originele eikenhouten Erfgooiersboom uit 1971, gemaakt door Gerardus Lanphen. De toren stamt uit begin 16e eeuw.
Er zijn meer rijksmonumenten in Blaricum.

## Begraafplaats
Op de begraafplaats bij de kerk liggen begraven:
- D. Hooijer, schrijfster
- Han Bentz van den Berg, acteur en regisseur